# Steintrog (Böckstein)

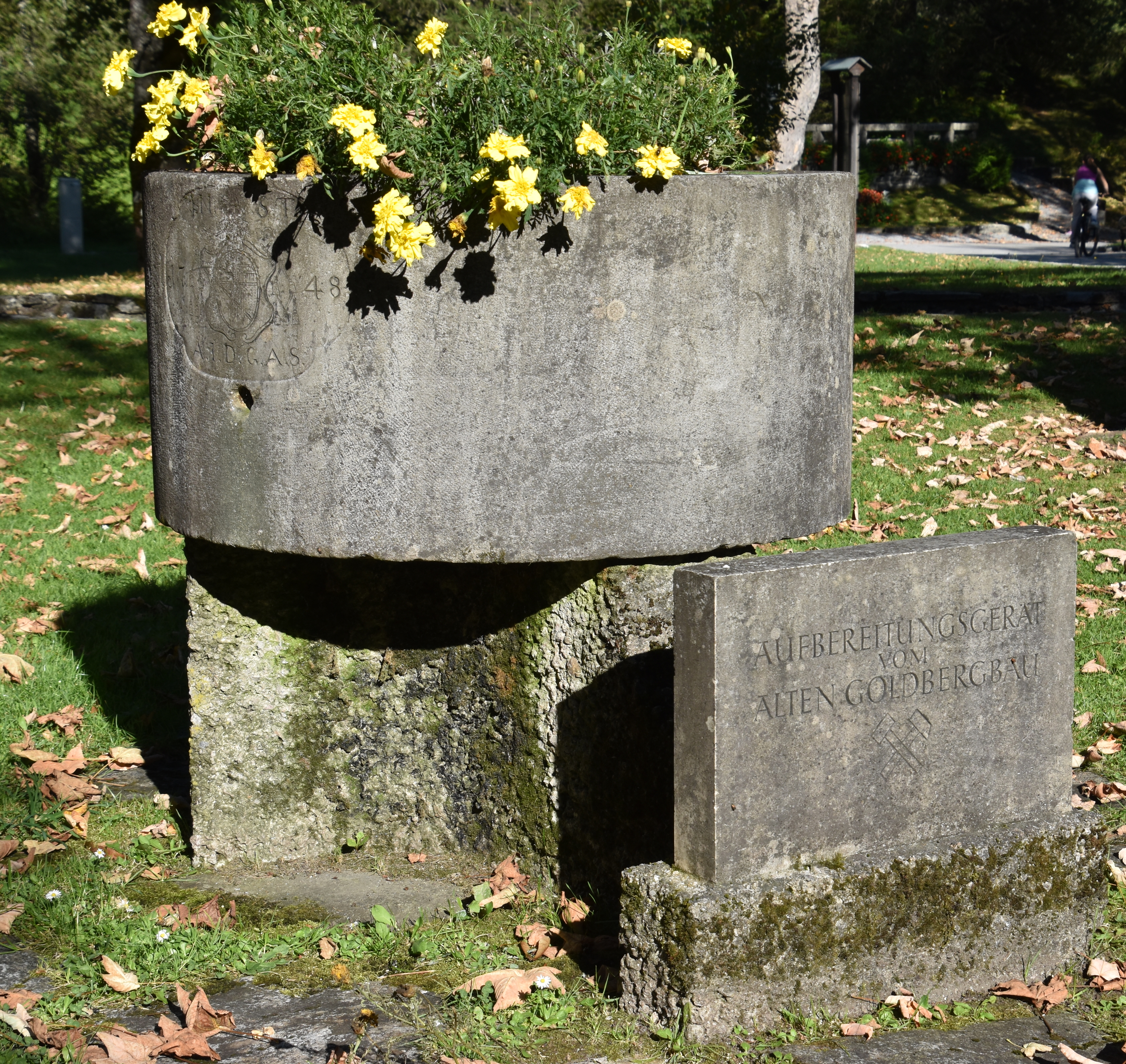
Denkmalgeschützter Steintrog in Böckstein

Der Steintrog im Ortsteil Böckstein des Kurortes Bad Gastein im Land Salzburg in Österreich steht unter Denkmalschutz (Listeneintrag).

## Beschreibung
Auf einem niedrigen Sockel steht ein zylindrischer Steintrog, der vermutlich als Bergbaugerät im Einsatz war.
Ein eingraviertes Wappen des Salzburger Erzbischofs Andreas Jakob von Dietrichstein ist mit der Jahreszahl 1748 bezeichnet.
Eine vor dem Steintrog angebrachte Inschrift lautet „Aufbereitungsgerät vom alten Goldbergbau“.

## Umgebung
In der Nähe des Steintrogs steht der ebenfalls denkmalgeschützte Gusseisenbrunnen von Böckstein.